# Grote Prijs van Montréal 2013
De vierde editie van de wielerwedstrijd Grote Prijs van Montréal werd gehouden op 15 september 2013. De wedstrijd maakte deel uit van de UCI World Tour 2013. Titelverdediger was de Noor Lars Petter Nordhaug die zich dit keer weer in de finale liet zien maar niet kon voorkomen dat de van tevoren aangewezen topfavoriet Peter Sagan er met de zege in deze editie vandoor ging.

## Deelnemende ploegen
| 19 UCI World Tour-ploegen | 19 UCI World Tour-ploegen | 19 UCI World Tour-ploegen | 2 wildcards       |
| ------------------------- | ------------------------- | ------------------------- | ----------------- |
| AG2R-La Mondiale          | FDJ.fr                    | Omega Pharma-Quick Step   | Europcar          |
| Argos-Shimano             | Team Garmin-Sharp         | Orica-GreenEdge           | Canadese selectie |
| Astana Pro Team           | Lampre-Merida             | RadioShack-Leopard        |                   |
| Belkin Pro Cycling        | Lotto-Belisol             | Saxo-Tinkoff              |                   |
| BMC Racing Team           | Katjoesja Team            | Sky ProCycling            |                   |
| Cannondale Pro Cycling    | Team Movistar             | Vacansoleil-DCM           |                   |
| Euskaltel-Euskadi         |                           |                           |                   |

## Rituitslag
| Rituitslag |                   |                        |          |
| Plaats     | Naam              | Ploeg                  | Tijd     |
| 1          | Peter Sagan       | Cannondale Pro Cycling | 5u20'07" |
| 2          | Simone Ponzi      | Astana                 | +4"      |
| 3          | Ryder Hesjedal    | Garmin-Sharp           | +5"      |
| 4          | Greg Van Avermaet | BMC Racing Team        | +7"      |
| 5          | Filippo Pozzato   | Lampre-Merida          | z.t.     |

2010 · 2011 · 2012 · 2013 · 2014 · 2015 · 2016 · 2017 · 2018 · 2019 · 2020-2021 · 2022 · 2023 · 2024
 Tour Down Under · 
 Parijs-Nice · 
 Tirreno-Adriatico · 
 Milaan-San Remo · 
 Ronde van Catalonië · 
 E3 Harelbeke · 
 Gent-Wevelgem · 
 Ronde van Vlaanderen · 
 Ronde van het Baskenland · 
 Parijs-Roubaix · 
 Amstel Gold Race · 
 Waalse Pijl · 
 Luik-Bastenaken-Luik · 
 Ronde van Romandië · 
 Ronde van Italië · 
 Critérium du Dauphiné · 
 Ronde van Zwitserland · 
 Ronde van Frankrijk · 
 Clásica San Sebastián · 
 Ronde van Polen · 
  Eneco Tour · 
 Ronde van Spanje · 
 Vattenfall Cyclassics · 
 GP Ouest France-Plouay · 
 Grote Prijs van Quebec · 
 Grote Prijs van Montreal · 
 UCI Ploegentijdrit · 
 Ronde van Lombardije · 
 Ronde van Peking